# Assemblea Nacional de l'Afganistan
L'Assemblea Nacional de l'Afganistan, coneguda també com el Parlament de l'Afganistan (paixtu: ملی شورا, Mlay Shura) és l'òrgan legislatiu de la República Islàmica de l'Afganistan.
Es tracta d'un parlament bicameral, la cambra alta és la Cambra dels Ancians amb 102 escons i la cambra baixa és la Cambra del poble, amb 250 escons.
D'acord amb el Capítol V de la Constitució de l'Afganistan «l'Assemblea Nacional de la República Islàmica de l'Afganistan és, com l'òrgan legislatiu suprem, la manifestació de la voluntat del poble del país i representa a tota la nació. Tots els membres del Parlament s'encarregaran del benestar general i els interessos suprems de tots els pobles de l'Afganistan».

## Seu
Amb ajuda de l'Índia es va construir un nou edifici més gran per a l'Assemblea. La nova seu va ser inaugurada el 2015 pel primer ministre de l'Índia Narendra Modi i el president afganès Ashraf Ghani. Es troba prop del ja destruït Palau Darul Aman.